# Volmar (monaco)
Volmar (... – 1173) è stato un monaco cristiano di San Disibodo e svolse la funzione di priore e padre confessore per le suore nel monastero di Disibodenberg.
Fu uno dei due insegnanti di Ildegarda di Bingen durante i suoi primi anni, l'altro fu Jutta. Fu anche scriba e assistente di Ildegarda.
Sin dalla giovane età, Ildegarda cominciò ad avere visioni; essendone spaventata si chiuse in un doloroso silenzio, che ruppe parlandone con Jutta, la quale ne parlò a Volmar. Volmar, a sua volta, fu la prima autorità ecclesiastica a convalidare le visioni di Ildegarda. Fu mentore suo e di suo fratello Bruno per un periodo, inoltre la esortò a seguire il comando di Dio di scrivere le sue visioni quando i dubbi su se stessa la tormentavano. Volmar riconobbe i rari talenti spirituali di Ildegarda e in seguito alla morte di Jutta, divenne il suo segretario e caro amico. Rimasero in contatto per oltre sessant'anni e, quando lui morì nel 1173, Ildegarda ne fu addolorata.
Nell'innovativo dramma allegorico di Ildegarda, Ordo Virtutum, in cui il Diavolo insegue, seduce e alla fine perde l'anima, Volmar si pensa potrebbe aver dato voce a questa parte diabolica. Non si sarebbe trattato di un canto, quanto di un urlo, dato che il Diavolo è l'unico personaggio di questa commedia che non canta: si è separato da ogni armonia celeste.

Volmar è anche stato anche il miglior curatore delle opere di Ildegarda di Bingen, come lei stessa ha riconosciuto in questa sezione tratta dal suo Libro delle opere divine
Mentre lavoravo a questo libro, sono stata molto incoraggiata e aiutata da Volmar, un monaco che seguiva fedelmente la Regola di San Benedetto. Sono rimasta addolorata quando egli è morto. Era un uomo felice e mi ha aiutata in diversi modi. Egli servì Dio ascoltando ogni parola di questa visione, correggendole tutte e rendendole più ordinate. Mi ha sempre fatto andare avanti.
Mi esortò a non smettere mai di scrivere, nonostante la mia infermità fisica e le malattie, ma a perseverare nella stesura di questa visione. Era un servitore di Dio fino al giorno della sua morte e mi sostenne sempre. Lo piansi amaramente, pregando: 'Dio, la tua volontà è stata compiuta attraverso quest'uomo, il tuo servo, che mi avevi donato per aiutarmi con queste visioni. Ti prego, mostrami la strada per proseguire!
Poi venne il turno dell'abate Ludovico di Sant'Eucario a Treviri . È un uomo saggio e si è rivelato prezioso il fatto che conoscesse Volmar e le mie visioni. Anche il prevosto Wezelin di Sant'Andrea a Colonia venne in mio aiuto. Il suo principale desiderio era portare a termine opere buone per Dio. Loro ed altri uomini perspicaci mi hanno consolato e offerto un aiuto pratico nella la stesura di questo libro. Wezelin ascoltò le parole di questa visione senza stancarsi, trovandole più dolci del miele.

È così che è venuto alla luce questo libro: con l'aiuto della grazia di Dio e di molti uomini santi. E udii la Luce vivente (la vera Autrice di queste visioni) dire: "Ricompenserò anche Volmar e gli altri monaci che hanno contribuito alla realizzazione di questo libro. "